# Anisostachya elata
Anisostachya elata är en akantusväxtart som beskrevs av Raymond Benoist. Anisostachya elata ingår i släktet Anisostachya och familjen akantusväxter. Inga underarter finns listade i Catalogue of Life.